# Robert Schlüter
Robert Schlüter (* 18. April 1892 in Wittenburg in Mecklenburg; † 16. Februar 1980 in Garmisch-Partenkirchen) war ein deutscher Generalleutnant und Kommandeur der 260. Infanterie-Division im Zweiten Weltkrieg.

## Leben
Schlüter trat am 1. Januar 1912 als Fahnenjunker in das 2. Fußartillerie-Regiment Nr. 19 der Sächsischen Armee ein. Er wurde am 25. Mai 1914 kurz vor Ausbruch des Ersten Weltkriegs zum Leutnant befördert. Während des Krieges kämpfte er an der Westfront, wurde zum Oberleutnant befördert und war Führer der 3. Batterie seines Regiments. Für sein Wirken erhielt er neben beiden Klassen des Eisernen Kreuzes und des Mecklenburgischen Militärverdienstkreuz das Ritterkreuz des Militär-St. Heinrichs-Ordens sowie das Ritterkreuz II. Klasse mit Schwertern des Sächsischen Verdienstordens und des Albrechts-Orden.
Nach Kriegsende wurde Schlüter in die Reichswehr übernommen und war u. a. im 4. Artillerie-Regiment tätig. Dort erfolgte am 1. November 1925 seine Beförderung zum Hauptmann. Nach der Beförderung zum Major wurde er schließlich am 1. Oktober 1936 zum Oberstleutnant ernannt. Am 10. November 1938 übernahm er als Kommandeur das Artillerie-Regiment 2. Nach dem Beginn des Zweiten Weltkriegs erfolgte am 1. Oktober 1939 die Beförderung zum Oberst. Seine nächste Verwendung begann am 28. August 1941 als Artilleriekommandeur 143. Eine erneute Versetzung brachte der 10. Februar 1942: Oberst Schlüter wurde Kommandeur des Artillerie-Ersatz-Regiments 2.
Am 21. Februar 1943 wurde er Artilleriekommandeur 187. Am 1. März 1943 wurde er zum Generalmajor befördert. Am 9. November 1943 löste er Generalleutnant Walter Hahm als Kommandeur der 260. Infanterie-Division ab. Schlüter wurde am 21. April 1944 auf der Fahrt in den Heimaturlaub bei Mogilew während eines Angriffs durch Partisanen schwer am rechten Arm verwundet. Trotz sofortiger Einlieferung ins Divisionslazarett musste sein Arm amputiert werden. Ihm folgte Günther Klammt als Kommandeur seiner Division. Am 1. Mai 1944 wurde er zum Generalleutnant befördert. Ab dem 1. Februar 1945 leistete er bei der Wehrersatzinspektion Chemnitz Dienst. Ab 8. März 1945 wurde er der letzte Stadtkommandant von Dresden und geriet, nach einem Autounfall im Lazarett liegend, am 15. Mai 1945 in sowjetische Kriegsgefangenschaft, aus der er 1955 entlassen wurde.